# Alexander Karl Heinrich Braun
Alexander Karl (ou  Carl) Heinrich Braun (Ratisbona, 10 de maio de 1805 – Berlim, 29 de março de 1877) foi um botânico alemão.

## Biografia
Alexander estudou botânica em Heidelberg, Paris e Munique. Entre 1846 e 1859 lecionou botânica em Freiburg (1846), Gießen (1850), antes de obter uma cátedra de botânica na Universidade de Berlim (1851). Entre 1851 e 1877 dirigiu o Jardim Botânico de Berlim.
Profundamente influenciado pela naturofilosofia, estudou a morfologia vegetal e definiu a teoria da filotaxia em espiral. Também ficou bastante conhecido pelos seus estudos e trabalhos sobre célula vegetal.
Braun dedicou grande parte de suas obras na reflexão sobre a individualidade orgânica nos vegetais. A partir do paralelismo entre o ciclo vital de um vegetal e a vida dos táxons, Braun estabeleceu uma distinção entre o "indivíduo morfológico" e o "indivíduo fisiológico", que teve uma grande influência sobre Ernst Haeckel.
A samambaia decorativa Polystichum braunii foi nomeada em sua homenagem
Braun era cunhado do zoólogo Louis Agassiz (1807-1873).

## Publicações
- 1831: Untersuchung über die Ordnung der Schuppen an den Tannenzapfen
- 1842: Nachträgliche Mitteilungen über die Gattungen Marsilia und Pilularia
- 1850: Betrachtungen über die Erscheinung der Verjüngung in der Natur, insbesondere in der Lebens- und Bildungsgeschichte der Pflanze
- 1851: Betrachtungen über die Erscheinung der Verjüngung in der Natur, insbesondere in der Lebens- und Bildungsgeschichte der Pflanze
- 1852: Über die Richtungsverhältnisse der Saftströme in den Zellen der Characeen
- 1853: Das Individuum der Pflanze in seinem Verhältnis zur Spezies etc.
- 1854: Über den schiefen Verlauf der Holzfaser und die dadurch bedingte Drehung der Stämme
- 1854: Über einige neue und weniger bekannte Krankheiten der Pflanzen, welche durch Pilze erzeugt werden
- 1854: Das Individuum der Species in seinem Verhältnis zur Pflanze
- 1855: Algarum unicellularium genera nova et minus cognita
- 1856: Über Chytridium, eine Gattung einzelliger Schmarotzergewächse auf Algen und Infusorien
- 1857: Über Parthenogenesis bei Pflanzen
- 1860: Über Polyembryonie und Keimung von Caelebogyne
- 1862: Über die Bedeutung der Morphologie
- 1862: Zwei deutsche Isoetesarten
- 1863: Über Isoetes
- 1865: Beitrag zur Kenntnis der Gattung Selaginella
- 1867: Die Characeen Afrikas
- 1870: Neuere Untersuchungen über die Gattungen Marsilia und Pilularia
- 1872: Über die Bedeutung der Entwicklung in der Naturgeschichte